# Harald Maartmann
Harald Rolf Maartmann (* 5. Januar 1926 in Oslo; † 1. Januar 2021 ebenda) war ein norwegischer Skilangläufer.
Maartmann, der für den IL Heming startete, errang im März 1948 den dritten Platz über 50 km beim Holmenkollen Skifestival. Bei den Nordischen Skiweltmeisterschaften 1950 in Lake Placid belegte er den siebten Platz über 18 km und den fünften Rang über 50 km. Im selben Jahr wurde er Dritter bei den Lahti Ski Games über 50 km und Zweiter beim Holmenkollen Skifestival über 50 km. Bei den Olympischen Winterspielen 1952 in Oslo kam er auf den achten Platz über 50 km. Bei norwegischen Meisterschaften siegte er im Jahr 1950 über 18 km und 50 km. In den Jahren 1951 und 1952 wurde er jeweils Dritter über 50 km und 1949 Zweiter mit der Staffel.
Sein Vater Rolf und sein Onkel Erling waren Fußballspieler und gehörten zum norwegischen Aufgebot bei den Olympischen Sommerspielen 1912.